# Horacio Carabelli

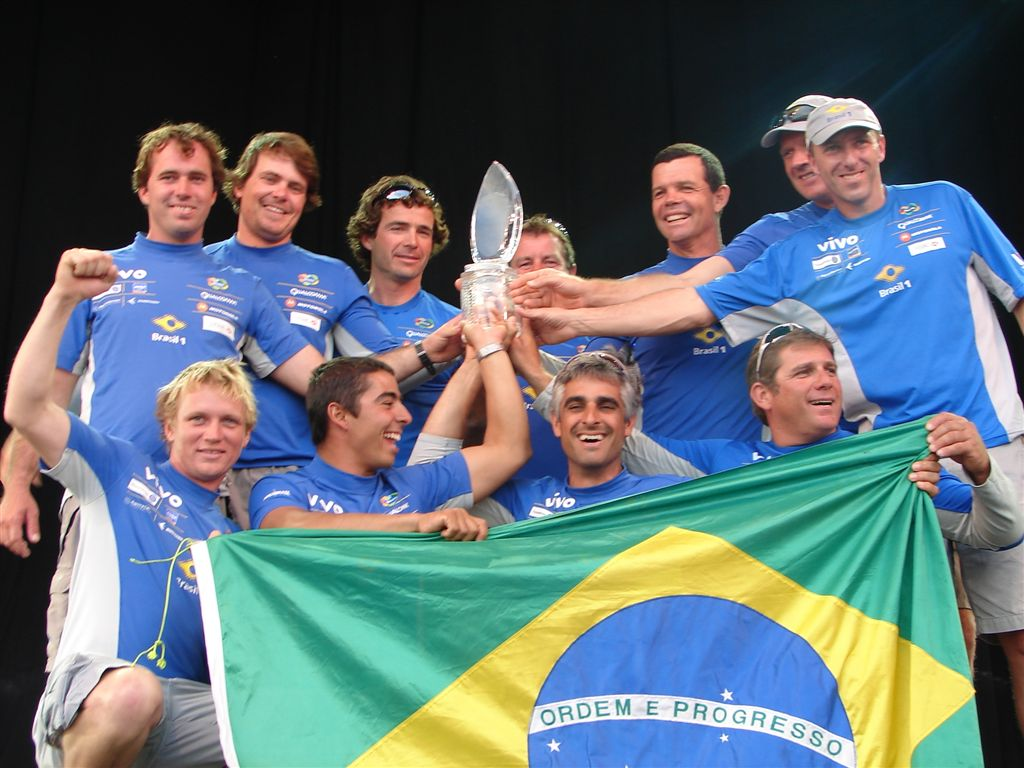
Equipo del "Brasil 1" durante la entrega de premios de la Volvo Ocean Race 2005-06

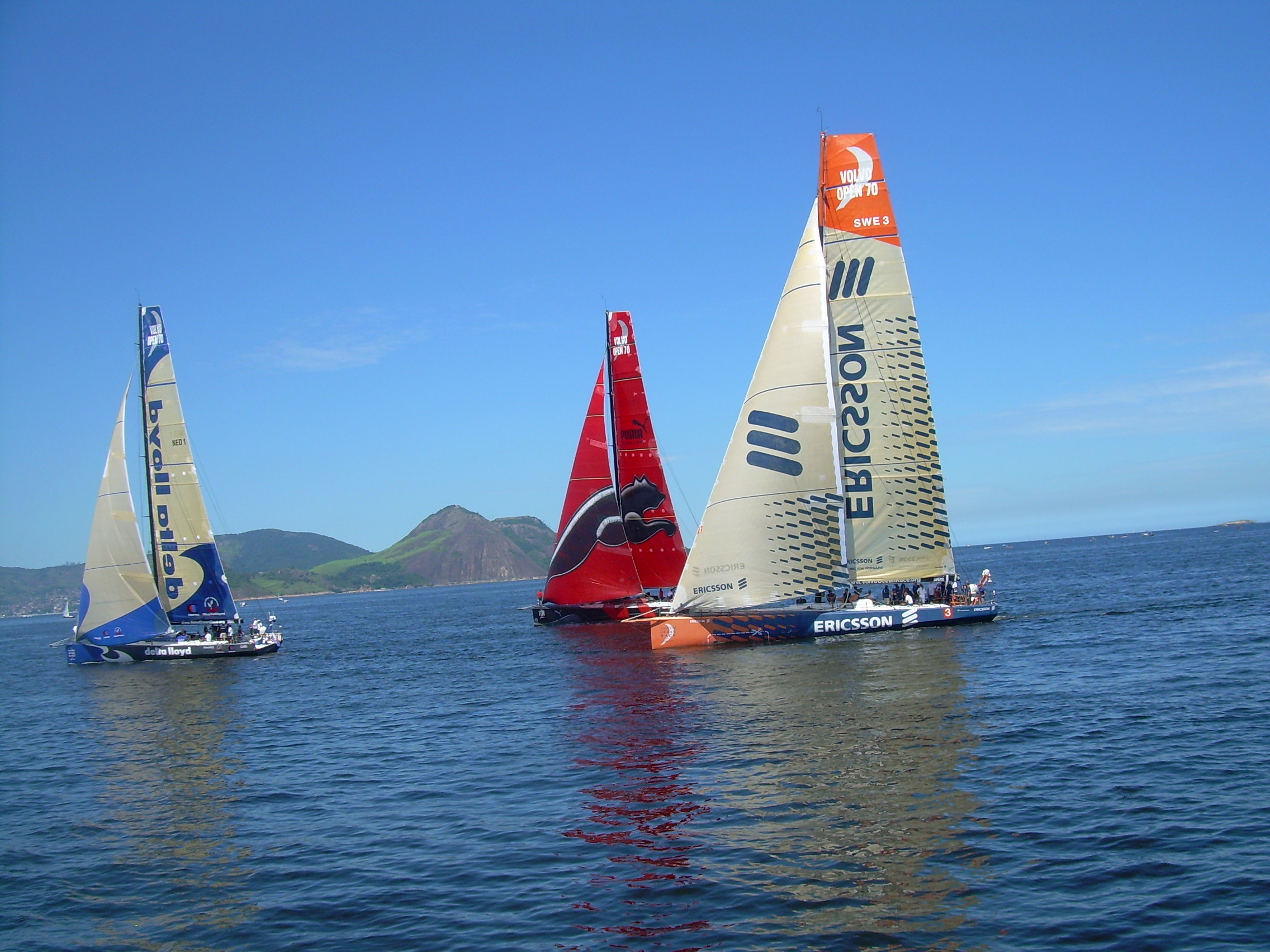
Ericsson 4 in Río de Janeiro

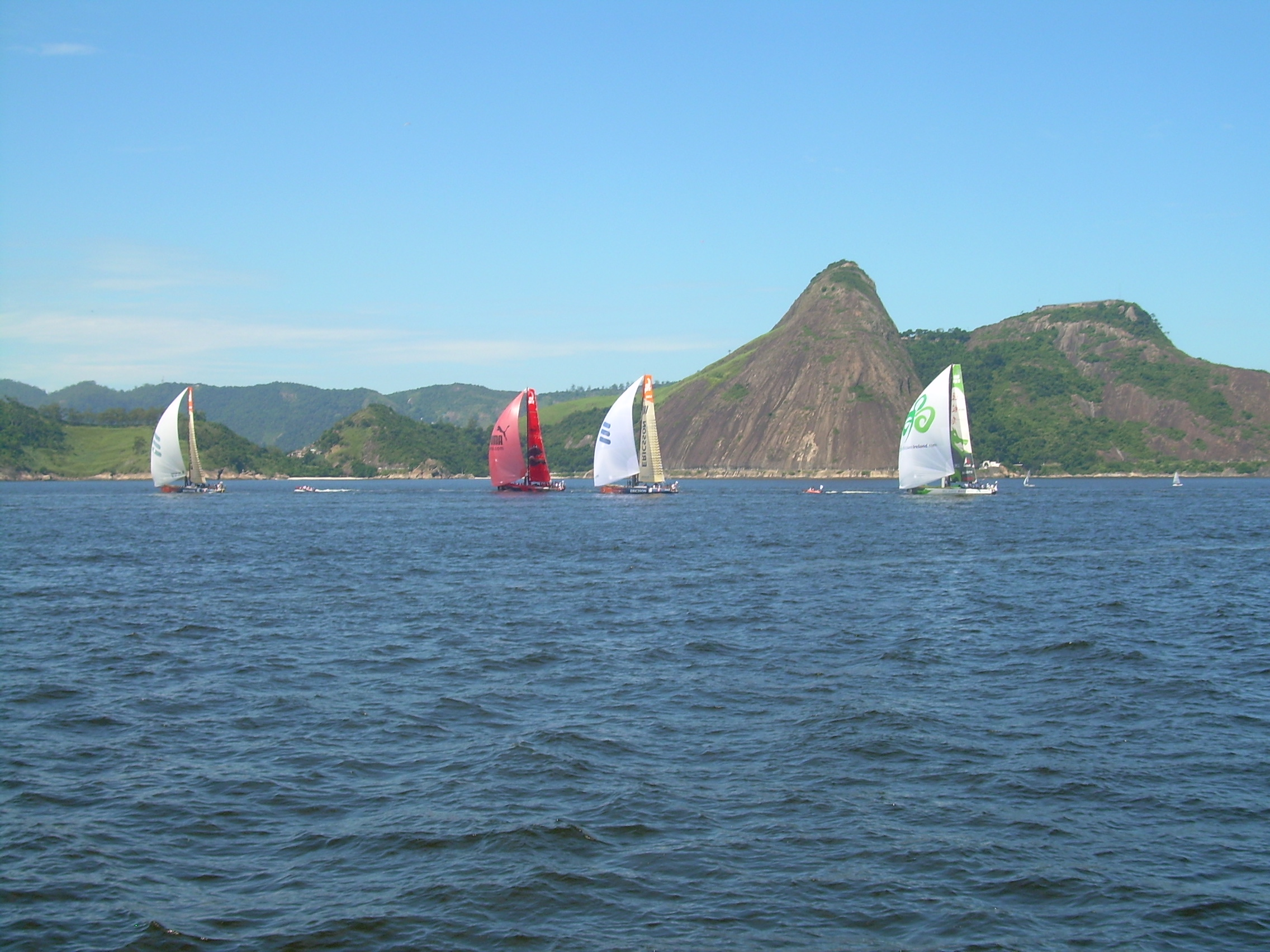
In-Port 2008 - 2009 Volvo Ocean Race - Río de Janeiro

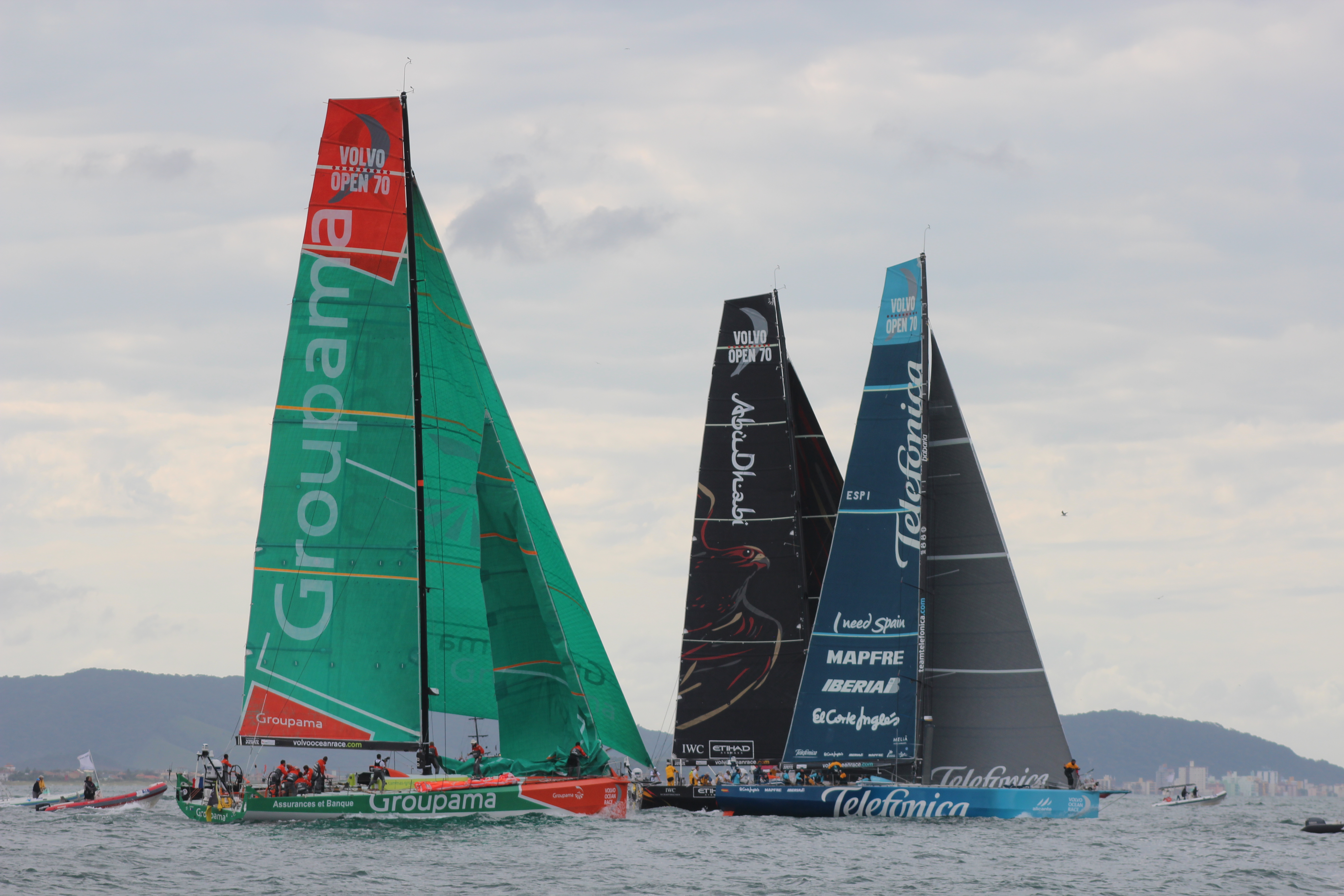
Largada regata Volvo Ocean Race 2011-12

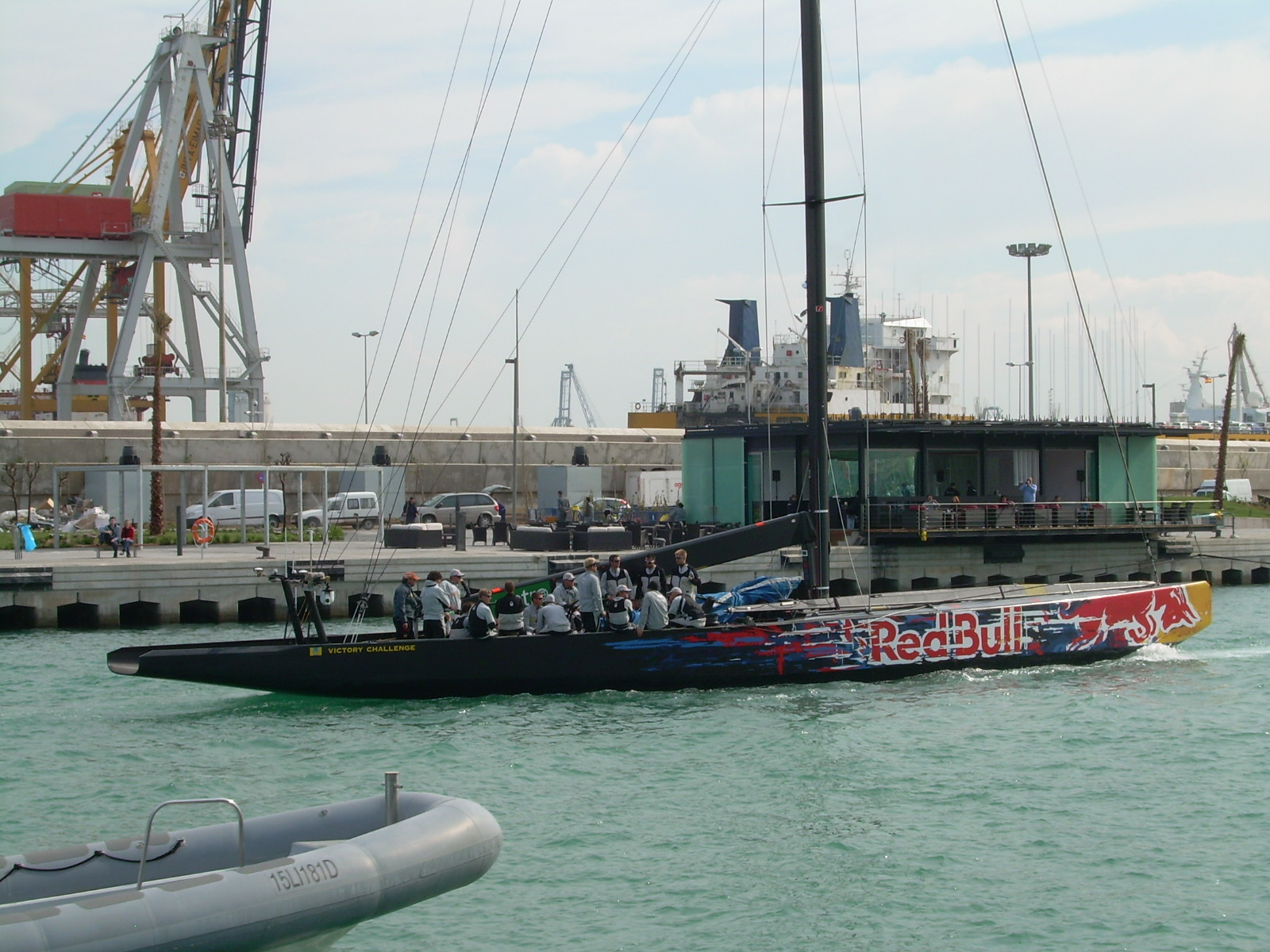
America´s Cup Valencia, Spain. 2006-07. Victory Challenge.

Horacio Nicolás Carabelli (Montevideo; 10 de febrero de 1968) es diseñador naval e ingeniero mecánico y regatista internacional. 

## Biografía
Horacio Carabelli nació en una familia de navegantes y constructores navales. Horacio comienza a competir internacionalmente a los ocho años en la clase Optimist. Comienza su carrera naval en Uruguay ganando varios títulos mundiales y participando en las Olimpíadas de Seúl. Al culminar sus estudios de bachiller se naturaliza en Brasil donde realiza las carreras de ingeniero mecánico en la Universidad Federal de Santa Catarina, y de diseñador naval. Participa en regatas internacionales tanto diseñando los barcos como navegando. Ha corrido varias ediciones de la regata vuelta al mundo Volvo Ocean Race obteniendo el primer puesto y récord mundial Guinness junto a su equipo; participa en la competencia más antigua y bastión de innovación de la náutica, la America's Cup diseñando barcos para varios equipos.

## Volvo Ocean Race
Horacio Carabelli ha participado en tres ediciones de la Volvo Ocean Race:
- Durante la Volvo Ocean Race 2005-06 Horacio Carabelli obtuvo el tercer puesto en el equipo de la embarcación Brasil 1 a cargo del skipper Torben Grael junto a Alan Adler, André Fonseca, Andy Meiklejohn, Joca Signorini, Kiko Pellicano, Knud Frostad, Marcel Van Triest, Marcelo Ferreira, Roberto Bermúdez de Castro y Stuart Wilson.
- En la Volvo Ocean Race 2008-09 obtiene el primer puesto junto al equipo comandado por Torben Grael en la embarcación “Ericsson 4” junto a Jules Salter, Guy Salter, Brad Jackson, Stu Bannatyne, Dave Endean, Joao Signorini, Ryan Godfre, Phil Jameson y Tony Mutter. Establecen un nuevo récord mundial de menor distancia transcurrida en 24 horas por una embarcación de monocasco.[2]
- En la Volvo Ocean Race 2011–12 fue director Técnico de la embarcación “Telefónica”,[3][4] con el Skipper Iker Martínez y la tripulación conformada por Andrew Cape, Xabier Fernández, Neal McDonald, Pepe Ribes, Jordi Calafat, Joao Signorini, Pablo Arrarte, Antonio Cuervas-Mons, Zane Gills y Diego Fructuoso. El Equipo de Telefónica obtuvo el cuarto lugar en la clasificación general luego de nueve reñidas etapas.

## Copa América
Participaciones en Copa América:
- En la edición de 2007 que tuvo lugar en Valencia, España, participó en el equipo de Suecia, Victory Challenge, llevado adelante por Hugo Stenbeck como encargado de palo y velas y desarrollador de proyectos (Mast Department Manager y Special Projects development).
- En la edición de 2013 que se llevó a cabo en San Francisco, California, Estados Unidos, Carabelli participó en el equipo Artemis Racing también de Suecia como "Wing Project Manager".[5]
- En la edición de 2017 que se llevó a cabo en Bermuda (Reino Unido), Carabelli participó en el equipo Groupama Sailing Team de Francia, con el skipper Franck Cammas, siendo parte del equipo encargado del diseño y la construcción del barco.[6]
- En la edición de 2021 que se llevó a cabo en Nueva Zelanda, Carabelli participó en el equipo Luna Rossa Challenge de Italia, con el skipper Max Sirena, siendo el Coordinador del diseño y construcción del barco (Codesign Coordinator).[7][8]El equipo obtuvo el premio Prada.
- En la edición de 2024 que se lleva a cabo en Barcelona, España, Carabelli participa nuevamente en el equipo Luna Rossa Challenge de Italia con el skipper Max Sirena, siendo el Coordinador del diseño y construcción del barco. [9] El equipo obtuvo varias distinciones por el diseño del barco; en particular, en la Universidad de Bologna y en el Museo Nacional de Ciencia y Tecnología Leonardo da Vinci de la ciudad de Milán.

## Juegos Olímpicos
Carabelli participó representando a Uruguay en los Juegos Olímpicos de Seúl (Corea del Sur) y obtuvo el 16.º puesto en los Juegos Olímpicos de Seúl 1988 en la clase Soling junto a Luis Chiaparro y Heber Ansorena.

## Campeonatos Mundiales, Pan Americanos y Sudamericanos
Carabelli ganó dos veces consecutivas el Trofeo Vieri Lasinio Di Castelvero como campeón del mundo juvenil de la clase Snipe (en 1984, en Montevideo, junto a Luis Chiaparro, y en 1986, en el Lago di Garda, junto a Christopher Schewe) y fue tercero en el Campeonato Mundial Absoluto de 1987 (en La Rochelle, Francia, junto a Luis Chiaparro).
También junto a Luis Chiaparro obtuvo el primer premio en el Campeonato de América del Sur de la clase Snipe en 1990 (Buenos Aires, Argentina) y conquistó dos vicecampeonatos sudamericanos de Snipe, en 1988 (Florianópolis,S.C., Brasil) y en 1992 (Porto Alegre,R.S, Brasil). También participó en los Juegos Panamericanos de 1987, en Indianápolis, EE. UU, y en el campeonato norteamericano.

## Campeonatos Brasileños
Ha participado en los campeonatos brasileños de las clases Optimist, Snipe, Láser, Star, Multimar 32 y ILC25, entre otras, ganando en 1999, como patrón del Vmax4 (ILC25), el campeonato de IMS en Ilhabela, S.P., Brasil.

## Construcción y diseño naval
El ingeniero Horacio Carabelli ha realizado proyectos, construcciones y consultorías sobre diferentes tipos de barcos: veleros de regata, lanchas, motor yates, escunas y catamaranes.
En el área de veleros de competición Carabelli es reconocido por el proyecto de Multimar 32 donde se construyeron veleros que han obtenido importantes premios en competencias nacionales e internacionales en la clase IMS. Algunos de los veleros del proyecto Multimar 32 son: Gosto D'Água, Scirocco, Resgate, Mano a Mano, ESPN Brasil, Vmax, entre otros. En la actualidad se está desarrollando la clase Carabelli 30' sobre la base de su diseño.
Entre 2001 y 2004, Horacio Carabelli estuvo a cargo del proyecto de construcción de una embarcación de 156 pies realizada por Abeking & Rasmussen Luxury Motor Yacht en Alemania.
En 1997 diseñó y construyó su propio ILC25, del que se realizaron varias unidades.
Ha diseñado y construido varios barcos entre los que se encuentran:
- AC 75
- AC 50
- 70´ Volvo
- 71´ Motor sailer
- 65´ Cold molded cruising schooner
- 56´ Fast Cruising Sailboat
- 54´ Fast Crusing Sailboat
- 53´ Fast Crusing Sailboat
- 45´ Full Carbon Fast Cruising Daysailer
- 42 IRC Sailboat
- 32´ RIB
- 37´ Lobster Motor Yacht
- 32´ IMS Racing Sailboat
- 25´ Cruiser/Racer Production Sailboat
- 25´ ILC/IMS Sailboat
- 23´ Sportboat